# Jorge Mendes
Jorge Paulo Agostinho Mendes (7 tháng 1 năm 1966) là một người đại diện bóng đá người Bồ Đào Nha. Ông đã đăng ký với Liên đoàn bóng đá Bồ Đào Nha và đứng đầu công ty GestiFute, được thành lập vào năm 1996. Mendes là một trong những người đại diện bóng đá có ảnh hưởng nhất trên thế giới, với các khách hàng bao gồm David de Gea, José Mourinho, Diego Costa, James Rodríguez, João Félix and Cristiano Ronaldo. Ngoài bóng đá, ông đại diện cho các khách hàng như ngôi sao Công thức 1 Charles Leclerc, nhà vô địch nhảy ba bước Patrícia Mamona, vận động viên lướt sóng Frederico Morais, vận động viên quần vợt João Sousa và vận động viên đua xe đạp João Almeida. Mendes thường được gọi là "siêu điệp viên".
Mendes đã mười lần được vinh danh là Người môi giới xuất sắc nhất của năm tại Globe Soccer Awards, từ 2010 đến 2020.